# 近中肋鳞毛蕨
近中肋鳞毛蕨（学名：[Dryopteris costalisora] 错误：{{Lang}}：文本有斜体标记（帮助））为鳞毛蕨科鳞毛蕨属下的一个种。

## 扩展阅读
- 維基物種上的相關：近中肋鳞毛蕨